# داود الزعتري
داود الزعتري ( وُلد في 7 يوليو 1958 في الخليل – ) مهندس كهربائي وأكاديمي وأستاذ جامعي فلسطيني من مواليد مدينة الخليل جنوب الضفة الغربية. شغل منصب رئيس جامعة بوليتكنك فلسطين في الفترة (1997–2008)، ورئيس جامعة فلسطين التقنية في الفترة (2008–2012)، ورئيس بلدية الخليل في الفترة (2012–2017)، وحاليًا يشغل منصب رئيس جامعة الزيتونة للعلوم والتكنولوجيا.